# Ddunda
Ddunda (luganda för "herde" eller "pastor") är ett namn på Gud hos Bagandafolket i Uganda. Namnet för med sig tanken på att Gud vallar sitt folk som får.